# Attractions
Attractions var en svensk popgrupp från Stockholm.
Attractions var en efterföljare till det tidigare bandet The Sleepstones, vilket 1964–67 gav ut fem singlar. Attractions bestod av medlemmarna Ted Åström (sång), Janne Schaffer (gitarr), Dennis Wilhelmsson (keyboards), Per Sahlberg (elbas) och Janne Ersson (trummor). Bandet gav 1968 ut två singlar, Let Love Come Between Us/5th February 1968 (Columbia DS2380) och Hold Me Tight/Laugh (Septima SRS2004).